# Santuario Diocesano del Sagrado Corazón de Jesús (Viana do Castelo)
El Santuario del Sagrado Corazón de Jesús, conocido como Santuario del Monte de Santa Luzia, es un santuario cristiano católico ubicado en la cima de la colina de Santa Luzia, en la ciudad de Viana do Castelo, Portugal. Forma parte de la diócesis de Viana do Castelo lo que le otorga el estatus de santuario diocesano.
El santuario es el símbolo de Viana do Castelo, visible a kilómetros de distancia da la bienvenida a quienes entran en la ciudad. Desde sus miradores se ofrece una vista única de la región, que combina el mar, el río Lima con su valle y todo el conjunto montañoso. El panorama fue considerado en 1927 como el tercer mejor del mundo según la National Geographic.
El proyecto arquitectónico (1899) fue diseñado por el arquitecto Miguel Ventura Terra .
Detrás del Santuario, se encuentran las ruinas del castro de Santa Luzia y el Hotel de Santa Luzia.

## Historia
La construcción se encabezó en 1904 y acabó en 1959. Al principio, el santuario se dedicaba al culto de Santa Lucía, pero después de la gripe española se dedicó al culto del Sagrado Corazón de Jesús.
El 17 de junio de 2020, la Conferencia Episcopal Portuguesa aprobó la clasificación de Santa Luzia como basílica menor. El 19 de junio de 2020, el obispo Anacleto Oliveira decretó que el edificio religioso fuera ascendido al rango de Santuario Diocesano.